# پیک-سن لیم
پیک-سن لیم (انگلیسی: Pik-Sen Lim؛ زادهٔ ۱۵ سپتامبر ۱۹۴۴) یک هنرپیشه اهل مالزی است. وی از سال ۱۹۶۴ میلادی تاکنون مشغول فعالیت بوده‌است.
از فیلم‌ها یا برنامه‌های تلویزیونی که وی در آن نقش داشته است می‌توان به گلادیاتورها و فراوانی اشاره کرد.